# Ahafo (region)
Ahafo er en nyoprettet (2018) region i Ghana med Goaso som hovedstad. Regionen har administrativ og statslig lovgivningsret, ligesom alle de øvrige regioner i Ghana. Regionen blev blev dannet for at opfylde et valgløfte givet af New Patriotic Party, og udgør   den sydøstlige del af den tidligere  Brong Ahafo-region. Forud for det ghanesiske parlamentsvalg i 2016 erklærede den daværende kandidat Nana Akufo-Addo, at når han blev valgt, ville han undersøge muligheden for at skabe nye regioner ud af nogle af de eksisterende regioner i Ghana for at bringe regeringen nærmere på borgerne.
Oprettelsen af regionerne blev overdraget til det nyoprettede Ministerium for Regional Reorganisering og Udvikling, som  ledes af Dan Botwe.  Ghanas regering har ansvaret for at føre tilsyn med oprettelsen af nye regioner i Ghana. I marts 2017 sendte ministeriet planen for oprettelsen af regionen sammen med andre til statsrådet. Rådet mødtes over 36 gange fra forelæggelsestidspunktet til august 2017. Den sidste fase for oprettelsen af regionen blev besluttet med en folkeafstemning  i den nye regions område den 27. december 2018.

## Større byer
| Større byer i Ahafo-regionen . |                |            |      |
|                                | Navn           | Befolkning | År   |
| 1                              | Mim, Ahafo     | 30.753     | 2017 |
| 2                              | Goaso          | 24.846     | 2017 |
| 3                              | Bechem         | 17.677     | 2013 |
| 4                              | Duayaw Nkwanta | 16.541     | 2013 |
| 5                              | Techimantia    |            |      |
| 6                              | Kenyasi        |            |      |
| 7                              | Hwidiem        |            |      |

## Administrativ inddeling
Den politiske administration af regionen foregår under det lokale styresystem. Under dette administrationssystem er regionen opdelt i seks MMDA'er (Metropolitan, municipal and district authority). Hver forsamling administreres af en administrationschef, der repræsenterer centralregeringen, men som har beføjelser fra en forsamling ledet af et præsiderende medlem valgt blandt medlemmerne selv. Den aktuelle liste er som følger:
| # | MMDA navn    | Kapital        | MMDA type  | administrerende direktør | Folketingsmedlem        | Parti |
| - | ------------ | -------------- | ---------- | ------------------------ | ----------------------- | ----- |
| 1 | Asunafo nord | Goaso          | Kommunal   | Osei Yaw Boahen          | Evans Bobie Opoku       | NPP   |
| 2 | Asunafo syd  | Kukuom         | Almindelig | Frank Aduse Poku         | Erik Opoku              | NDC   |
| 3 | Asutifi nord | Kenyasi        | Almindelig | Anthony Mensah           | Patrick Banor           | NPP   |
| 4 | Asutifi Syd  | Hwidiem        | Almindelig | Robert Mensah Dwomoh     | Collins Dauda           | NDC   |
| 5 | Tano nord    | Duayaw Nkwanta | Kommunal   | Ernest Kwarteng          | Freda Prempeh           | NPP   |
| 6 | Tano syd     | Bechem         | Kommunal   | Collins Takyi Offinam    | Benjamin Yeboah Sekyere | NPP   |

## Historie
Folkeafstemning den 27. december 2018 godkendte oprettelsen af Ahafo-regionen. Ud af i alt 307.108 registrerede stemmer deltog 277.663 i folkeafstemningen og 276.763 (99,68 %)  stemte for oprettelsen af den nye region. 675 (0,24 procent) forkastede forslaget og 225 stemmesedler blev afvist (0,08 % af de samlede afgivne stemmer). Regionen blev oprettet den 13. februar 2019 ved forfatningsinstrument 114. Goaso blev annonceret som hovedstaden i den nye region.

## Geografi
Regionen  Ahafo grænser mod nord til Bonoregionen, mod øst til Ashanti-regionen, vest af Bono-regionen, mod syd til Western North og består af 6 distrikter.